# Артуро Перес-Реверте
Артуро Перес-Реверте Гутиерес (на испански: Arturo Pérez-Reverte) е испански писател и журналист, член на Испанската кралска академия от 2003 г.
Бивш кореспондент на РТВЕ и репортер, отличил се във войни и военни конфликти. Автор на поредицата „Приключенията на капитан Алатристе“ и на романа „Деветата порта“. Сътрудничи в „ХЛСеманал“ – неделна притурка на ежедневниците от групата „Восенто“, с колона под названието „Патент на Корсаря“.

## Биография
Артуро Перес-Реверте е роден в Картахена, област Мурсия на 25 ноември 1951 година. Следва журналистика, като през трите първи години от следването си учи и политология. Работи като военен репортер 21 години (1973 – 1994). Първите му стъпки в журналистиката прави в ежедневника „Пуебло“, където остава 12 години. През 1977 година едновременно с тази работа и заедно с колегата си Висенте Талон основава списанието „Дефенса“ (Defensa), излязло по павилионите през април 1978 година, на което е главен редактор, докато задълженията му като кореспондент го принуждават да напусне издателството. След като напуска, постъпва в „Телевизион Еспаньола“ (Televisión Española), където работи 9 години до 1994 г.
В началото на 1990-те представя по ИНР (Испанско Национално Радио) „Законът на улицата“ – нощна радиопрограма, даваща поле за изява на многобройни персонажи от най-различни сфери на живота, по-голямата част от тях престъпници. След това предаването е закрито от Хорди Гарсия Кандау, директор на РТВЕ. Между 1993 и 1994 година представя програмата за съвременна черна хроника „Код Едно“, също по „Телевизион Еспаньола“. Напуска публично от тази програма („съдържа глупости“, твърди в конференция), преди да представи молбата си за напускане, което прави със сурово писмо към директора на „Енте“, раздава го на масите и закача на дъските за обяви на Тореспаня.
Както споделя в „Територио Команче“, той си тръгва отвратен заради липсата на средства и заради политизирането на телевизията. Като военен кореспондент предава въоръжени конфликти от Кипър, Ливан, Еритрея, Сахара, Малвините, Ел Салвадор, Никарагуа, Чад, Либия, Судан, Мозамбик, Ангола, Персийският залив, Хърватия, Босна и т.н. Войната в Еритрея през 1977 година го впечатлява особено. Той я цитира няколко пъти в статиите си и в романа си „Територио Команче“. В нея изчезва за няколко месеца и едва успява да оцелее, благодарение на приятелите си от партизански отряд. Веднъж дори се налага да защитава живота си с оръжие.
През 1994 година оставя професията си като репортер и се посвещава изцяло на литературата. Започва кариерата си на писател през 1986 г. с издаването на „Учителят по фехтовка“, макар че вече е публикувал с неголям успех краткия роман „Хусарят“. От 1991 година е сътрудник на неделната притурка на вестник „Ел Семанал“ (понастоящем се казва „ХЛСеманал“).
Публикувал е 18 романа и няколко сборници със статии. Романите му „Учителят по фехтовка“, „Фламандският майстор“ и „Клуб Дюма“ са с успешни киноадаптации, последният е под името „Деветата порта“ (както е и преводът на заглавието на български) и е режисиран от Роман Полански. През 2006 година се появява на екран филмът „Алатристе“ на Августин Диас Янес, базиран на поредицата „Капитан Алатристе“, и през 2007 година – „Морската карта“, режисиран от Иманол Урибе.
Заедно с вече споменатата сага за Капитан Алатристе, чието действие се развива по времето на Фелипе IV и 80-годишната война между Испания и Нидерландия, писателят започва нова сага от исторически романи през 2004 година с излизането на „Нос Трафалгар“ – творба, която ще служи за въведение на поредица от сюжети, базирани на Испанската война за независимост като „Денят на гнева“ (събития от въстанието от 2 май) или „Обсадата“ (място край Кадис).
Сред отличията му като литератор изпъква влизането му в Испанската кралска академия на 12 юни 2003 г., за да заеме място Т (свободно откакто е починал филологът Мануел Алвар през 2001 г.) и удостояването му със званието доктор хонорис кауза от Картахенския политехнически университет на 18 февруари 2004 г. – първото такова звание от този университет.
Телевизионната адаптация във формат на телевизионен сериал на творбата му „Кралицата на юга“ пожънва голям успех в САЩ.

## Сценарии
- El maestro de esgrima, испански игрален филм от 1992 г., базиран на романа Учителят по фехтовка
- La tabla de Flandes, испанско-английски игрален филм от 1994 г., базиран на романа Фламандският майстор
- Cachito, испански игрален филм от 1995 г., базиран на романа Un asunto de honor
- Territorio comanche, игрален филм от 1997 г., базиран на романа Territorio comanche
- Camino de Santiago, телевизионен сериал от 1999 г.
- Деветата порта, игрален филм от 1999 г., базиран на романа Деветата порта
- Gitano, испански игрален филм от 1999 г.
- Alatriste, игрален филм от 2006 г., базиран на поредицата за капитан Алатристе
- La carta esférica, испански игрален филм от 2007 г., базиран на романа Морската карта
- Quart, испански сериал от 2007 г., базиран на героите от романа La piel del tambor
- Кралицата на Юга, американска теленовела от 2011 г., базирана на романа Кралицата на юга
- Дракона: Завръщането на воина, мексиканска теленовела от 2019 г.[1][2]